# Colleen Haskell
Colleen Marie Haskell (6 de diciembre de 1976) es una productora y actriz estadounidense. Fue participante de la primera temporada del reality show estadounidense Survivor.

## Survivor
Haskell fue integrante de la primera temporada de Survivor. Fue miembro de la tribu Pagong, una tribu compuesta principalmente por adultos jóvenes, sobre todo si se compara con la tribu Tagi. Haskell fue el último miembro original restante de Pagong, del cual fue eliminada en sexto lugar.
Muchos esperaban que Haskell regresara a la octava edición, Survivor: All-Stars, en 2004. El productor de Survivor Mark Burnett confirmó posteriormente que se había considerado que Colleen regresara, pero ella rechazó la oferta, argumentando que "siguió con su vida y realmente no quería pasar por eso otra vez".

## Otros papeles
En 2001, protagonizó la película de comedia The Animal, junto a Rob Schneider. Haskell también apareció en un episodio de That '70s Show, como la amante de Hyde. Más tarde, en 2002, Haskell apareció en la serie de televisión Mi extraña familia. Posteriormente pasó a trabajar como ayudante de producción en The Michael Essany Show en 2003.

## Filmografía
| Año  | Título             | Papel         | Notas                                               |
| 2001 | The Animal         | Rianna        |                                                     |
| 2001 | That '70s Show     | Colleen       | "Hyde Gets the Girl" (Season 4, Episode 4)          |
| 2002 | Mi extraña familia | Olivia Castle | "The Rick's in Love Episode" (Season 1, Episode 19) |